# Grote Prijs Eric De Vlaeminck
Il Grote Prijs Eric De Vlaeminck è una corsa in linea maschile e femminile di ciclocross che si svolge ogni anno a Heusden-Zolder, nel Limburgo belga. Creata nel 2000, la corsa viene organizzata all'interno del circuito di Zolder ed è intitolata all'ex ciclocrossista Eric De Vlaeminck.
Dal 2008 al 2019 la prova costituì un appuntamento fisso nel calendario di Coppa del mondo per le quattro categorie maschile Elite, Under-23, Juniors e femminile Elite; dalla stagione 2020-2021 è invece parte del calendario del Superprestige. Si corre ogni anno il giorno 26 dicembre (Tweede kerstdag), benché nel 2021 si sia svolto il 27 dicembre.

## Albo d'oro

### Uomini Elite
Aggiornato all'edizione 2022.
| Anno      | Vincitore            | Secondo              | Terzo               |
| --------- | -------------------- | -------------------- | ------------------- |
| 2000      | Sven Nys             | Petr Dlask           | Bart Wellens        |
| 2001-2002 | non disputato        | non disputato        | non disputato       |
| 2003      | Bart Wellens         | Ben Berden           | Mario De Clercq     |
| 2004      | Sven Nys             | Ben Berden           | Wim Jacobs          |
| 2005-2007 | non disputato        | non disputato        | non disputato       |
| 2008      | Thijs Al             | Kevin Pauwels        | Sven Vanthourenhout |
| 2009      | Kevin Pauwels        | Niels Albert         | Sven Nys            |
| 2010      | Lars Boom            | Niels Albert         | Bart Wellens        |
| 2011      | Kevin Pauwels        | Zdeněk Štybar        | Sven Nys            |
| 2012      | Sven Nys             | Niels Albert         | Zdeněk Štybar       |
| 2013      | Lars van der Haar    | Martin Bína          | Zdeněk Štybar       |
| 2014      | Lars van der Haar    | Kevin Pauwels        | Corné van Kessel    |
| 2015      | Mathieu van der Poel | Kevin Pauwels        | Lars van der Haar   |
| 2016      | Wout Van Aert        | Laurens Sweeck       | Kevin Pauwels       |
| 2017      | Mathieu van der Poel | Laurens Sweeck       | Wout Van Aert       |
| 2018      | Mathieu van der Poel | Wout Van Aert        | Joris Nieuwenhuis   |
| 2019      | Mathieu van der Poel | Laurens Sweeck       | Quinten Hermans     |
| 2020      | Mathieu van der Poel | Wout Van Aert        | Lars van der Haar   |
| 2021      | Wout Van Aert        | Thomas Pidcock       | Eli Iserbyt         |
| 2022      | Wout Van Aert        | Mathieu van der Poel | Lars van der Haar   |

### Donne Elite
Aggiornato all'edizione 2021.
| Anno | Vincitrice        | Seconda                    | Terza                  |
| ---- | ----------------- | -------------------------- | ---------------------- |
| 2008 | Marianne Vos      | Hanka Kupfernagel          | Daphny van den Brand   |
| 2009 | Marianne Vos      | Katherine Compton          | Daphny van den Brand   |
| 2010 | Katherine Compton | Marianne Vos               | Sanne van Paassen      |
| 2011 | Marianne Vos      | Daphny van den Brand       | Sanne van Paassen      |
| 2012 | Marianne Vos      | Katherine Compton          | Sanne Cant             |
| 2013 | Katherine Compton | Marianne Vos               | Sanne Cant             |
| 2014 | Marianne Vos      | Kateřina Nash              | Pauline Ferrand-Prévot |
| 2015 | Sanne Cant        | Katherine Compton          | Ellen Van Loy          |
| 2016 | Marianne Vos      | Sanne Cant                 | Kateřina Nash          |
| 2017 | Sanne Cant        | Katherine Compton          | Eva Lechner            |
| 2018 | Marianne Vos      | Lucinda Brand              | Sanne Cant             |
| 2019 | Lucinda Brand     | Ceylin del Carmen Alvarado | Annemarie Worst        |
| 2020 | Lucinda Brand     | Ceylin del Carmen Alvarado | Annemarie Worst        |
| 2021 | Lucinda Brand     | Fem van Empel              | Annemarie Worst        |

### Uomini Under-23
Aggiornato all'edizione 2019.
| Anno | Vincitore            | Secondo              | Terzo                |
| ---- | -------------------- | -------------------- | -------------------- |
| 2008 | Philipp Walsleben    | Cristian Cominelli   | Aurélien Duval       |
| 2009 | Tom Meeusen          | Elia Silvestri       | Tijmen Eising        |
| 2010 | Wietse Bosmans       | Tijmen Eising        | Matthieu Boulo       |
| 2011 | Wietse Bosmans       | Tim Merlier          | Zach McDonald        |
| 2012 | Wietse Bosmans       | Corné van Kessel     | Wout Van Aert        |
| 2013 | Mathieu van der Poel | Wout Van Aert        | Mike Teunissen       |
| 2014 | Laurens Sweeck       | Wout Van Aert        | Mathieu van der Poel |
| 2015 | Joris Nieuwenhuis    | Daan Hoeyberghs      | Adam Ťoupalík        |
| 2016 | Joris Nieuwenhuis    | Clément Russo        | Adam Ťoupalík        |
| 2017 | Thomas Pidcock       | Eli Iserbyt          | Joris Nieuwenhuis    |
| 2018 | Eli Iserbyt          | Maik van der Heijden | Timo Kielich         |
| 2019 | Kevin Kuhn           | Antoine Benoist      | Loris Rouiller       |

### Uomini Juniors
Aggiornato all'edizione 2021.
| Anno | Vincitore                             | Secondo                               | Terzo                                 |
| ---- | ------------------------------------- | ------------------------------------- | ------------------------------------- |
| 2008 | Sean De Bie                           | Lars van der Haar                     | Tijmen Eising                         |
| 2009 | Julian Alaphilippe                    | David van der Poel                    | Mike Teunissen                        |
| 2010 | Lars Forster                          | Vojtěch Nipl                          | Stan Godrie                           |
| 2011 | Mathieu van der Poel                  | Quentin Jauregui                      | Daan Hoeyberghs                       |
| 2012 | Mathieu van der Poel                  | Logan Owen                            | Martijn Budding                       |
| 2013 | Adam Ťoupalík                         | Yannick Peeters                       | Thijs Aerts                           |
| 2014 | Eli Iserbyt                           | Jens Dekker                           | Max Gulickx                           |
| 2015 | Thomas Bonnet                         | Jappe Jaspers                         | Tanguy Turgis                         |
| 2016 | Thymen Arensman                       | Toon Vandebosch                       | Andreas Goeman                        |
| 2017 | Tomáš Kopecký                         | Jarno Bellens                         | Niels Vandeputte                      |
| 2018 | Ryan Cortjens                         | Luke Verburg                          | Lewis Askey                           |
| 2019 | Thibau Nys                            | Dario Lillo                           | Lennert Belmans                       |
| 2020 | annullato per la pandemia di COVID-19 | annullato per la pandemia di COVID-19 | annullato per la pandemia di COVID-19 |
| 2021 | David Haverdings                      | Aaron Dockx                           | Nathan Smith                          |